# Liga da Beócia
A Liga da Beócia foi uma aliança política e militar que se desenvolveu inicialmente como uma aliança de estados soberanos na Beócia, um distrito no leste-central da Grécia, por volta de 550 a.C., sob a liderança de Tebas. A Liga desempenhou um papel significativo na história da região. Surgindo em um período marcado por mudanças políticas e conflitos entre as cidades-estado gregas, a Liga Beócia emergiu como uma resposta à necessidade de defesa coletiva e coordenação política.